# Avalonia

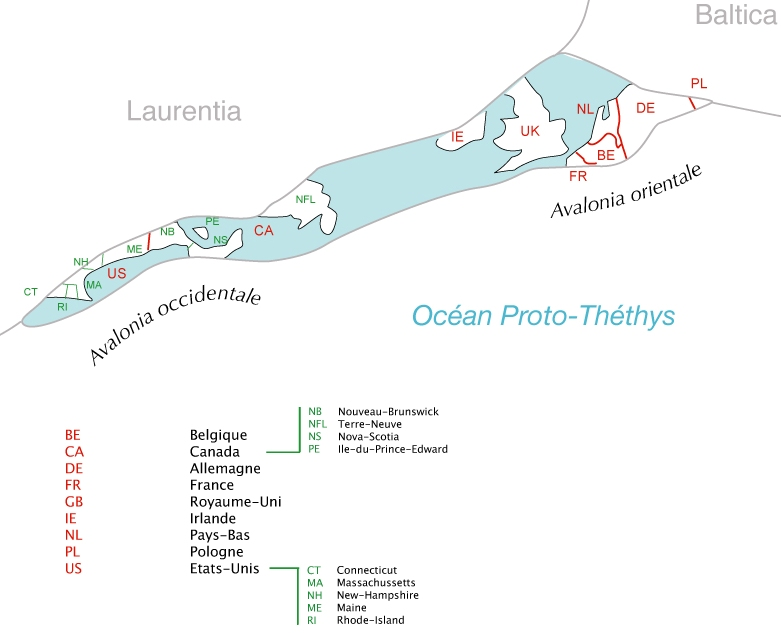
Les territoires actuels (avec frontières nationales) ayant fait partie du terrane d'Avalonia.

L'Avalonia au sein du supercontinent mineur Laurussia au Dévonien.

L'Avalonia, ou Avalonie, est un terrane du Paléozoïque, tirant son nom de la péninsule d'Avalon (Terre-Neuve), incluant l'actuelle Pologne du Nord-Ouest, l'Allemagne du Nord, les Pays-Bas, la Belgique, l'extrême Nord de la France, l'Angleterre et le pays de Galles, l'Irlande méridionale, la moitié sud-est de Terre-Neuve, la moitié nord de la Nouvelle-Écosse et l'Est de la Nouvelle-Angleterre. On distingue en général l'Avalonia occidentale (actuelles Terre-Neuve, Nouvelle-Écosse et Nouvelle-Angleterre) et l'Avalonia orientale (actuelles Irlande méridionale, Angleterre et pays de Galles, Belgique, Pays-Bas, Nord-Pas-de-Calais, Picardie et Ardennes, moitié nord de l'Allemagne et Nord-Ouest de la Pologne).

## Histoire
À la fin du Protérozoïque, le plancher océanique plonge sous le supercontinent de Gondwana dans un phénomène de subduction, créant l'orogénèse cadomienne (650-550 Ma). On trouve des roches d'origine cadomienne enfouies dans tout le sud de la Grande-Bretagne. Ce qui devient l'Avalonia s'est séparé du Gondwana il y a environ 490 millions d'années, puis a rejoint le continent de Baltica : ces deux ensembles entrent à leur tour en collision avec le continent Laurentia au Silurien et au Dévonien pour former la Laurasie, ce qui donne lieu à l'orogenèse calédonienne. Après l'orogenèse hercynienne, qui voit la collision du Gondwana contre la marge sud de la Laurasie, l'Avalonia fait partie de la Pangée. Au Crétacé, quand cette dernière se disloque, les terrains avaloniens sont divisés en deux par l'ouverture de l'océan Atlantique.

## Seconde hypothèse
Cependant certains géologues pensent que seule la partie occidentale de l'Avalonia se serait détachée du Gondwana il y a 490 Ma, tandis que la partie orientale ne l'aurait suivie qu'après 40 millions d'années, accompagnée de la partie sud-ouest de la péninsule Ibérique, sous la forme du terrane d'Avalon-Meguma-Sud-Portugal (source Ziegler 1990) ; cet ensemble serait entré en collision avec la Laurasie pendant l'orogenèse hercynienne.